# Dijilly Arsene Dit Patrick Vouho
Dijilly Arsene Dit Patrick Vouho, mais conhecido por Vouho (25 de Junho de 1987) é um futebolista costa-marfinense.
Pertence à Associação Académica de Coimbra, da primeira liga (bwinLiga) portuguesa. No início da época 2008/2009 foi cedido a título de empréstimo ao Santa Clara, tendo regressado na época seguinte ao plantel da Académica.